# Pieter Cramer
Pour les articles homonymes, voir Cramer.

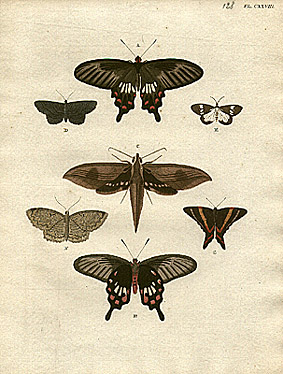
Page de Die uitlandische Kapellen voorkomende in de drie Waereld-Deelen Asia, Africa en America.

Pieter Cramer est un commerçant et entomologiste hollandais, né le 21 mai 1721 à Amsterdam et mort le 28 septembre 1776 dans cette même ville.

## Biographie
Ce marchand de laine espagnole, se passionne pour les insectes et en constitue une importante collection, notamment de papillons, capturés par les commerçants ou les colons hollandais au Suriname. Cramer souhaite pouvoir cataloguer sa collection, aussi engage-t-il le peintre Gerrit Wartenaar pour dessiner ses spécimens. Cramer demande aussi à Wartenaar d’illustrer les papillons détenus par d’autres collectionneurs aux Pays-Bas.
Caspar Stoll (?-1795) trouve la qualité de ces illustrations si bonne qu’il encourage Cramer à publier une série de dessins. Commence alors la publication de Die uitlandische Kapellen voorkomende in de drie Waereld-Deelen Asia, Africa en America / Papillons exotiques des trois parties du monde Asie, Afrique et Amérique en 1775. Trente-quatre fascicules, regroupés en quatre volumes, paraissent jusqu’en 1779. Cramer meurt avant que la publication ne soit achevée, celle-ci est conduite à terme par Stoll qui fait également paraître un supplément en 1782.
De Uitlandsche Kapellen est une étape importante dans l’histoire de l’entomologie. Illustré par des gravures colorées à la main, il est le premier livre sur les papillons exotiques ordonné suivant le nouveau système développé par Carl von Linné (1707-1778). Plus de 1 650 espèces y sont décrites, souvent pour la première fois.

## Espèce(s) décrite(s)
Prepona licomedes, 1777.